# Euphyllia paraglabrescens
Euphyllia paraglabrescens är en korallart som beskrevs av Veron 1990. Euphyllia paraglabrescens ingår i släktet Euphyllia och familjen Euphyllidae. IUCN kategoriserar arten globalt som sårbar. Inga underarter finns listade i Catalogue of Life.